# Cloreto de 2-etiltioetilo
Cloreto de 2-etiltioetilo é um composto organossulfurado formulado em Cl(CH2)2SCH2CH3.